# (26306) 1998 SX147
A (26306) 1998 SX147 a Naprendszer kisbolygóövében található aszteroida. Eric Walter Elst fedezte fel 1998. szeptember 20-án.